# 秋月岩魚
秋月 岩魚（あきづき いわな、1947年 - ）は、日本の写真家。

## 略歴
1947年、山形県に生まれる。1967年から趣味で写真をはじめ、1978年からフリーランスの写真家となる。
手がけるジャンルはフィッシングを中心にしたアウトドア関連、アドベンチャー、旅などわたり、世界各地を取材している。

## 著書
- 『ブラックバスがメダカを食う―日本の生態系が危ない!』（宝島社）
- 『警告！ますます広がるブラックバス汚染』（半沢裕子との共著、宝島社）
- 『釣人心象』（日本テレビ放送網）
- 『イワナ棲む山里 奥只見物語』（足立倫行との共著、世界文化社）